# Final de la Recopa d'Europa de futbol de 1991
La final de la Recopa d'Europa de 1991 va ser un partit de futbol jugat entre el Manchester United i el Barça el 15 de maig de 1991 al Feijenoord Stadion de Rotterdam. Va ser el partit final de la Recopa d'Europa de 1990–91 i la 31a final de la Recopa d'Europa. Va arribar al final de la primera temporada de la reintroducció dels clubs anglesos a la competició europea després de la prohibició derivada del desastre de Heysel el 1985.
El partit va acabar 2-1 a favpr del Manchester United, amb els dos gols del United marcats per l'exdavanter del Barcelona Mark Hughes. Ronald Koeman va marcar un gol de consolació per al Barça cap al final del partit, però no va ser suficient per evitar que els Red Devils es convertissin en el primer equip anglès a guanyar una competició europea des que van ser sancionats el 1985. També va ser el primer títol europeu del United en 23 anys, des de la Copa d'Europa del 1968. Aquest va ser el seu únic títol de la Recopa, en la qual només van jugar una temporada més, eliminats a la segona ronda la temporada 1991–92.

## Ruta cap a la final
| Manchester United FC | Manchester United FC | Manchester United FC | Manchester United FC | Ronda           | FC Barcelona | FC Barcelona | FC Barcelona | FC Barcelona |
| -------------------- | -------------------- | -------------------- | -------------------- | --------------- | ------------ | ------------ | ------------ | ------------ |
| Oponent              | Agr.                 | Anada                | Tornada              | Eliminatòries   | Opponent     | Agr.         | Anada        | Tornada      |
| Pécs                 | 3–0                  | 2–0 (H)              | 1–0 (A)              | Primera ronda   | Trabzonspor  | 7–3          | 0–1 (A)      | 7–2 (H)      |
| Wrexham              | 5–0                  | 3–0 (H)              | 2–0 (A)              | Segona ronda    | Fram         | 5–1          | 2–1 (A)      | 3–0 (H)      |
| Montpellier          | 3–1                  | 1–1 (H)              | 2–0 (A)              | Quarts de final | Dynamo Kyiv  | 4–3          | 3–2 (A)      | 1–1 (H)      |
| Legia Warsaw         | 4–2                  | 3–1 (A)              | 1–1 (H)              | Semifinals      | Juventus FC  | 3–2          | 3–1 (H)      | 0–1 (A)      |

## Partit

### Resum

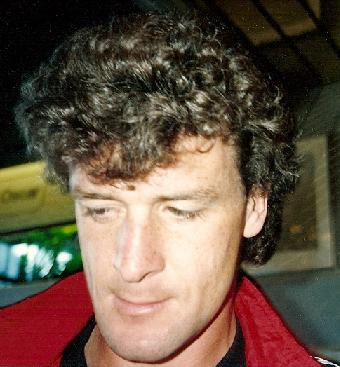
L'exdavanter del Barcelona Mark Hughes va marcar els dos gols del United.

Mark Hughes, que havia jugat anteriorment al Barça, va marcar els dos gols del Manchester United FC. La seva carrera va flaquejar després que Terry Venables el portés al Camp Nou el 1986. Una cessió al FC Bayern de Múnic el va reviscolar abans del seu retorn al United el 1988.
Després d'una primera part sense gols, el United va anar guanyant 1-0 després d'un llançament de falta del capità, Bryan Robson, que va ser rematat de cap pel defensa Steve Bruce. El davanter del United Mark Hughes va tocar la pilota per sobre la línia, tot i que durant un temps es va discutir si la pilota ja havia creuat abans que Hughes la toqués, i tant Bruce com Hughes van reclamar el gol (Mark Hughes va atribuir més tard el gol a Steve Bruce, però el marcador oficial mostra que tots dos gols van ser marcats per Hughes). Per al seu segon gol, Hughes va tallar la pilota cap a la xarxa des d'un angle tan agut per la dreta que va haver de fer-la girar per l'exterior de la bota per assegurar-se que trobés el blanc.
Després que Koeman marqués de falta, que va sortir des del pal i va colpejar les cames del porter del United Les Sealey abans de creuar la línia de gol, el Barça va veure anul·lat un empat al final del partit (d'Antoni Pinilla) per fora de joc i també va tenir un xut rebutjat des de la línia de gol. El United va acabar el partit guanyant per 2-1.
El Manchester United va estar invicte en totes les rondes (a diferència del Barcelona, que va perdre dos partits a la fase de classificació). Brian McClair va marcar almenys un gol en totes les rondes en què va participar el Manchester United, excepte la final.

### Detalls
| Manchester United FC | 2–1    | FC Barcelona |
| -------------------- | ------ | ------------ |
| Hughes 67', 74'      | Report | Koeman 79'   |

| Manchester United | Barcelona |

| GK            | 1  | Les Sealey        |     |
| RB            | 2  | Denis Irwin       |     |
| LB            | 3  | Clayton Blackmore |     |
| CB            | 4  | Steve Bruce       |     |
| RM            | 5  | Mike Phelan       |     |
| CB            | 6  | Gary Pallister    |     |
| CM            | 7  | Bryan Robson (c)  | 78' |
| CM            | 8  | Paul Ince         |     |
| SS            | 9  | Brian McClair     |     |
| CF            | 10 | Mark Hughes       |     |
| LM            | 11 | Lee Sharpe        |     |
| Suplents:     |    |                   |     |
| DF            | 12 | Mal Donaghy       |     |
| GK            | 13 | Gary Walsh        |     |
| MF            | 14 | Neil Webb         |     |
| FW            | 15 | Mark Robins       |     |
| FW            | 16 | Danny Wallace     |     |
| Entrenador:   |    |                   |     |
| Alex Ferguson |    |                   |     |

| GK           | 1  | Carles Busquets         |     |     |
| RB           | 2  | Nando                   | 84' |     |
| CB           | 3  | José Ramón Alexanko (c) |     | 72' |
| DM           | 4  | Ronald Koeman           |     |     |
| LB           | 5  | Albert Ferrer           |     |     |
| CM           | 6  | José Mari Bakero        | 76' |     |
| RM           | 7  | Jon Andoni Goikoetxea   |     |     |
| CM           | 8  | Eusebio                 |     |     |
| CF           | 9  | Julio Salinas           |     |     |
| CF           | 10 | Michael Laudrup         |     |     |
| LM           | 11 | Txiki Begiristain       |     |     |
| Suplents:    |    |                         |     |     |
| GK           | 12 | Jesús Angoy             |     |     |
| MF           | 13 | Miquel Soler            |     |     |
| DF           | 14 | Ricardo Serna           |     |     |
| DF           | 15 | Sebastià Herrera        |     |     |
| FW           | 16 | Antoni Pinilla          |     | 72' |
| Entrenador:  |    |                         |     |     |
| Johan Cruyff |    |                         |     |     |

| Àrbitres assistents: Rune Larsson (Suècia) Leif Sundell (Suècia) Quart àrbitre: John Blankenstein (Països Baixos) | Regles del partit - 90 minuts. - 30 minuts de temps extra si cal. - Tanda de penals si el marcador continua empatat. - Cinc suplents designats. - Màxim de dues substitucions. |